# Ronde van Abu Dhabi
De Ronde van Abu Dhabi was een meerdaagse wielerwedstrijd in het emiraat Abu Dhabi, een van de zeven emiraten in de Verenigde Arabische Emiraten. De wedstrijd werd voor het eerst georganiseerd in 2015 en maakte deel uit van de UCI Asia Tour, in de categorie 2.1. Een jaar later promoveerde de koers naar de 2.HC-categorie. Voor 2017 werd de ronde opgenomen in de UCI World Tour en werd de datum ook verschoven van oktober naar februari.
De wedstrijd werd georganiseerd door RCS Sport, die onder meer de organisatie van de Ronde van Italië en de nabij verreden Ronde van Dubai op zich nam.
De eerste editie bestond uit vier etappes, waarvan de er drie een vlak parcours hadden en dus geschikt waren voor sprinters. De andere etappe eindigde bergop op de Jebel Hafeet. De laatste etappe werd deels verreden rond het Yas Marina Circuit en werd net als de Grand Prix van Abu Dhabi verreden bij zonsondergang.
Vanaf 2019 is de Ronde van Abu Dhabi samengevoegd met de Ronde van Dubai tot de Ronde van de Verenigde Arabische Emiraten, eveneens onderdeel van de UCI World Tour.

## Lijst van winnaars

### Overwinningen per land
| Overwinningen | Land                             |
| ------------- | -------------------------------- |
| 1             | Colombia Estland Portugal Spanje |

2011 · 2012 · 2013 · 2014 · 2015 · 2016 · 2017 · 2018 · 2019 · 2020 · 2021 · 2022 · 2023 · 2024 · 2025
Tour Down Under · Great Ocean Road Race · Ronde van de Verenigde Arabische Emiraten · Omloop Het Nieuwsblad · Strade Bianche · Parijs-Nice · Tirreno-Adriatico · Milaan-San Remo · Ronde van Catalonië · Driedaagse Brugge-De Panne · E3 Harelbeke · Gent-Wevelgem · Dwars door Vlaanderen · Ronde van Vlaanderen · Ronde van het Baskenland · Parijs-Roubaix · Amstel Gold Race · Waalse Pijl · Luik-Bastenaken-Luik · Ronde van Romandië · Eschborn-Frankfurt · Ronde van Italië · Critérium du Dauphiné · Ronde van Zwitserland · Copenhagen Sprint · Ronde van Frankrijk · Clásica San Sebastián · Ronde van Polen · BEMER Cyclassics · Renewi Tour · Ronde van Spanje · Bretagne Classic · GP van Québec · GP van Montréal · Ronde van Lombardije · Ronde van Guangxi
2005 · 
2006 · 
2007 · 
2008 · 
2009 · 
2010 · 
2011 · 
2012 · 
2013 · 
2014 ·
2015 ·
2016 ·
2017 ·
2018 ·
2019 ·
2020 ·
2021 ·
2022 ·
2023 · 
2024 · 
2025
Belangrijkste wedstrijden

Ronde van Hainan · Japan Cup · Ronde van Sharjah · Ronde van het Taihu-meer · Ronde van Fuzhou · Ronde van Dubai · Ronde van Qatar · Ronde van Oman · Ronde van Langkawi · Ronde van Taiwan · Ronde van Iran · Ronde van Japan · Ronde van Korea · Ronde van het Qinghaimeer · Ronde van China I · Ronde van China II · Ronde van Almaty